# Зайдель, Григорий Соломонович
Григо́рий Соломо́нович За́йдель (15 июня 1893, Белая Церковь, Киевская губерния, Российская империя — 11 мая 1937, Ленинград, РСФСР, СССР) — советский историк, революционный и партийный деятель. Выпускник Института красной профессуры, преподавал в различных учебных заведениях, в частности стал первым деканом Исторического факультета Ленинградского университета (1934—1935). Участвовал в разгроме дореволюционных историков.

## Биография

### Ранние годы и революционная деятельность
Родился в Белой Церкви в многодетной еврейской семье. Отец — Соломон Зайдель — был школьным учителем.
В 1913 году числился студентом Историко-филологического факультета Киевского университета, но неизвестно, окончил ли его. В 1913—1917 годах был членом еврейской социалистической партии «Бунд». В 1916 году был мобилизован в армию и направлен на фронт. Февральскую революцию 1917 года встретил солдатом 170—го пехотного полка. После февральских событий отбыл в Киев, вступил в РСДРП(б). Участвовал в революционной деятельности после Октябрьской революции.
Был назначен «народным следователем» Киевского губернского реввоентрибунала, участвовал в репрессивных процессах, составлявших Красный террор. В августе 1919 года после взятия Киева войсками ВСЮР покидает город, но уже через неделю становится следователем московского губревтрибунала. В мае 1920 года назначен исполняющим обязанности главы Юридического отдела Крымского ревкома. Однако в этом же месяце получает назначение заместителем главы Подольского губернского революционного комитета.
Позже становится заведующим агитпроп—отделом Подольского губкома ЦК Компартии Украины в Виннице.

### Научно-административная деятельность
В ноябре 1922 года отправлен на обучение в Институт красной профессуры. В 1925 году после окончания института уехал в научную командировку в Германию и Францию. После возвращения приказом ЦК ВКП(б) был направлен в Ленинград, где определён профессором Военно-политической академии им. Н. Г. Толмачева (в то время ещё не переведенной в Москву). Также назначен ответственным секретарём секции научных работников Ленинграда и Ленобласти.
В 1927 году во время взрыва в Партийном клубе был ранен, получив тяжёлые увечья: лишился почти всех зубов, а также в течение полутора лет не мог нормально передвигаться (ходил с помощью костылей). В 1929 году был назначен председателем коллегии Исторической секции Ленинградского отдела Комакадемии (ЛОКИ), а в 1930 году стал директором Института Истории ЛОКИ, что было «вершиной его карьеры».
Участвовал в разгроме научных школ академиков С. Ф. Платонова и Е. В. Тарле. В 1931 году стал организатором проведения в Ленинграде совместного заседания сотрудников Коммунистической академии и Общества историков-марксистов. На заседании (29 января—16 февраля) происходило обсуждение действий «буржуазных» историков. Сам Зайдель зачитал доклад под названием «Тарле как историк», который посвятил разоблачению «вредительства на историческом фронте». Результатом заседания стало издание Г. С. Зайделем совместно с профессором ЛИФЛИ и сотрудником ГАИМК М. М. Цвибаком сборника, включавшего в себя «отречения» учеников С. Ф. Платонова и Е. В. Тарле от своих учителей. В. С. Брачёв объясняет столь «неистовое» нападение на «буржуазных историков» со стороны Г. С. Зайделя тем, что он сам несколькими годами ранее столкнулся с проблемой противостояния «строгого и нестрогого марксизма», когда в 1923 году на одном из заседаний проголосовал не за резолюцию ЦК ВКП(б), а за т. н. «буферную» резолюцию К. Б. Радека. За это был исключён из партии и восстановлен лишь после вмешательства ЦКК.
С 1930 года был ответственным секретарём журнала «Проблемы марксизма», органа ленинградского НИИ марксизма.
16 мая 1934 года было опубликовано постановление ЦК ВКП(б) и СНК СССР «О преподавании гражданской истории в школах СССР», было принято решение о том, что с 1 сентября исторические факультеты откроются в МГУ и ЛГУ. Деканом Исторического факультета ЛГУ был назначен Григорий Зайдель. После убийства 1 декабря 1934 года С. М. Кирова в Ленинграде начались массовые репрессивные процессы. 10 января 1935 года Зайдель был снят с поста декана (его сменил С. М. Дубровский), 6 января — по обвинению в участии в «зиновьевской контрреволюционной группе» исключён из партии, а 11 февраля — уволен из Ленинградского отделения Коммунистической академии.
8 февраля 1935 года послал в КПК Ленинградского обкома и горкома ВКП(б) заявление с текстом:
С великой партией Ленина-Сталина, с Советской властью, с пролетарской революцией я связан кровью… Жизнь вне партии для меня это пытка и ужас. Я заслужил суровое наказание, но оставьте меня в рядах партии
Это заявление не возымело ожидаемого эффекта. 15 апреля 1935 года Зайдель был арестован, но 22 мая по постановлению НКВД СССР освобождён и сослан в Саратов.

### Последние годы. Репрессии и гибель
В Саратове проживал по адресу: Ленинская ул., д. 134, кв. 1. Был назначен профессором кафедры истории Нового времени исторического факультета Саратовского педагогического института.
6 мая 1936 года был арестован вновь и доставлен в Ленинград. Обвинён в руководстве «троцкистско-зиновьевской террористической организацией», которая якобы участвовала в покушении на деятелей ВКП(б) и убийстве С. М. Кирова. Сам Зайдель был обвинён в причастности к убийству Кирова. На следствии пережил череду изнурительных допросов и, возможно, пыток. «Сломался», сознавшись в инкриминируемых ему деяниях, а также оговорил ряд коллег.
В апреле 1937 года по представлению заместителя начальника 4—го (Секретно-политического) отдела ГУГБ С. Г. Гендина был определён к репрессии по I категории (смертная казнь через расстрел), фигурировал под № 46 в расстрельном списке «Ленинград». 11 мая 1937 года на закрытом заседании выездной комиссии Военной коллегии ВС СССР полностью признал свою вину. Был признан виновным по статье 58-8 УК РСФСР («Организация в контрреволюционных целях террористических актов, направленных против представителей Советской власти») и приговорен к высшей мере наказания — расстрелу. В последнем слове просил о снисхождении, но безуспешно. В тот же день приговор был приведен в исполнение.
Согласно данным, опубликованным в 1993 году, оказался агентом ОГПУ по кличке «Буревестник».

## Научная деятельность
По собственным словам, был типичным «икапистом», преданным идеям ИКП (Институт Красной Профессуры). Был одним из первых учеников первого предводителя советской исторической науки М. Н. Покровского. Сам характеризовал свою специальность как «историка рабочего движения и социализма».
В настоящее время мало кто даже из специалистов помнит Г. С. Зайделя как учёного. Наиболее крупной его работой стала выпущенная в 1930 году работа «Очерки по истории Второго Интернационала, 1889—1914». Она хотя и представляла в то время определённый интерес для советского читателя, но на какие-либо открытия явно не претендовала. В работе Г. С. Зайделя была дана характеристика основных этапов развития II Интернационала, а также его организационных и теоретических принципов. Значительное место автор отводил истории германской социал-демократии. При этом он принижал международную роль большевизма и преувеличивал зрелость левых группировок в западноевропейских социал-демократических партиях. Ошибки Зайделя были подвергнуты критике.

## Основные работы
- Зайдель Г. Х пленум ИККИ в борьбе за массы. Л.: Прибой, 1929. 36 с.
- Зайдель Г. С. Очерки по истории Второго Интернационала, 1889—1914. Л.: Прибой, 1930.
- Зайдель Г., Цвибак М. М. Классовый враг на историческом фронте: Тарле и Платонов и их школы. М.—Л.: Соцэкгиз, 1931., 232 с.
- Революционное движение в капиталистических странах во время и после мировой войны / Под ред. Г. С. Зайделя. Л.: Ленпартиздат, 1933.
- Завьялов С., Позерн Б. П., Зайдель Г. С., Баклайкин М. К. История Ижорского завода. М.: История заводов, 1934. 410 с.
- Зайдель Г. С. Австрия в огне. Л.: Ленпартиздат, 1934. 72 с.

## Семья
Его младший брат — ректор МИСиС и МАИ Наум Соломонович Зайдель — также был репрессирован.
Был женат. Жена — Гита Леонтьевна Зайдель (до замужества — Фридгут). Сын — Лев Григорьевич Зайдель (род. в 1924). Известно, что в 1935 году семья последовала за Г. С. Зайделем в Саратов. Дальнейшая судьба неизвестна.